# Karve

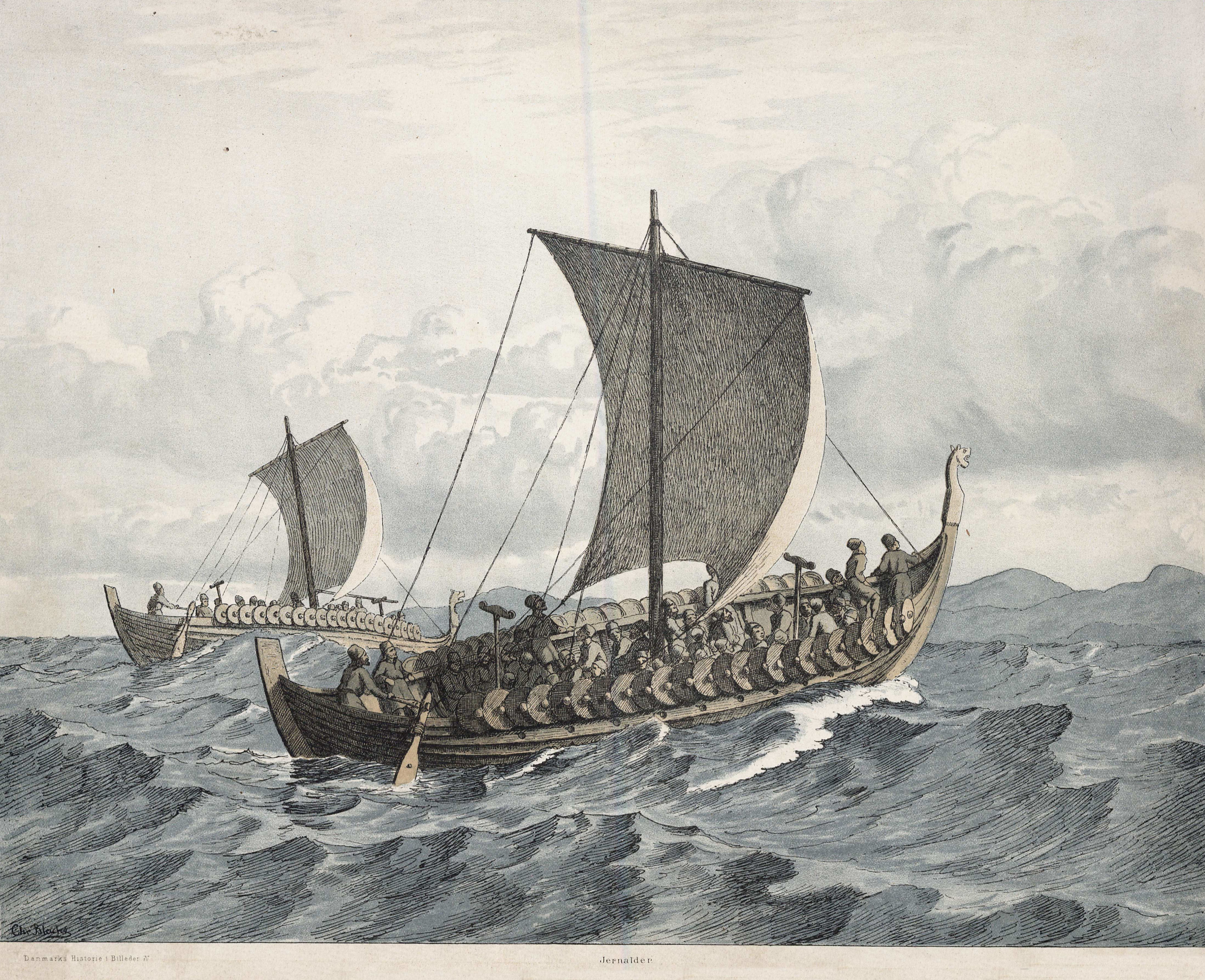
Ilustración de dos karves equipados para la guerra.

Karve era un tipo de embarcación vikinga pequeña parecida al knarr. Se usaba para transporte de personas, ganado y mercancías. Eran naves capaces de navegar en aguas bajas, por lo que también se usaron para incursiones militares costeras. Los karves tenían amplias mangas de aproximadamente 17 pies (unos 5 metros) hasta 70 pies (unos 21 metros) y espacio hasta para 16 remos.